# Jorge Edwards

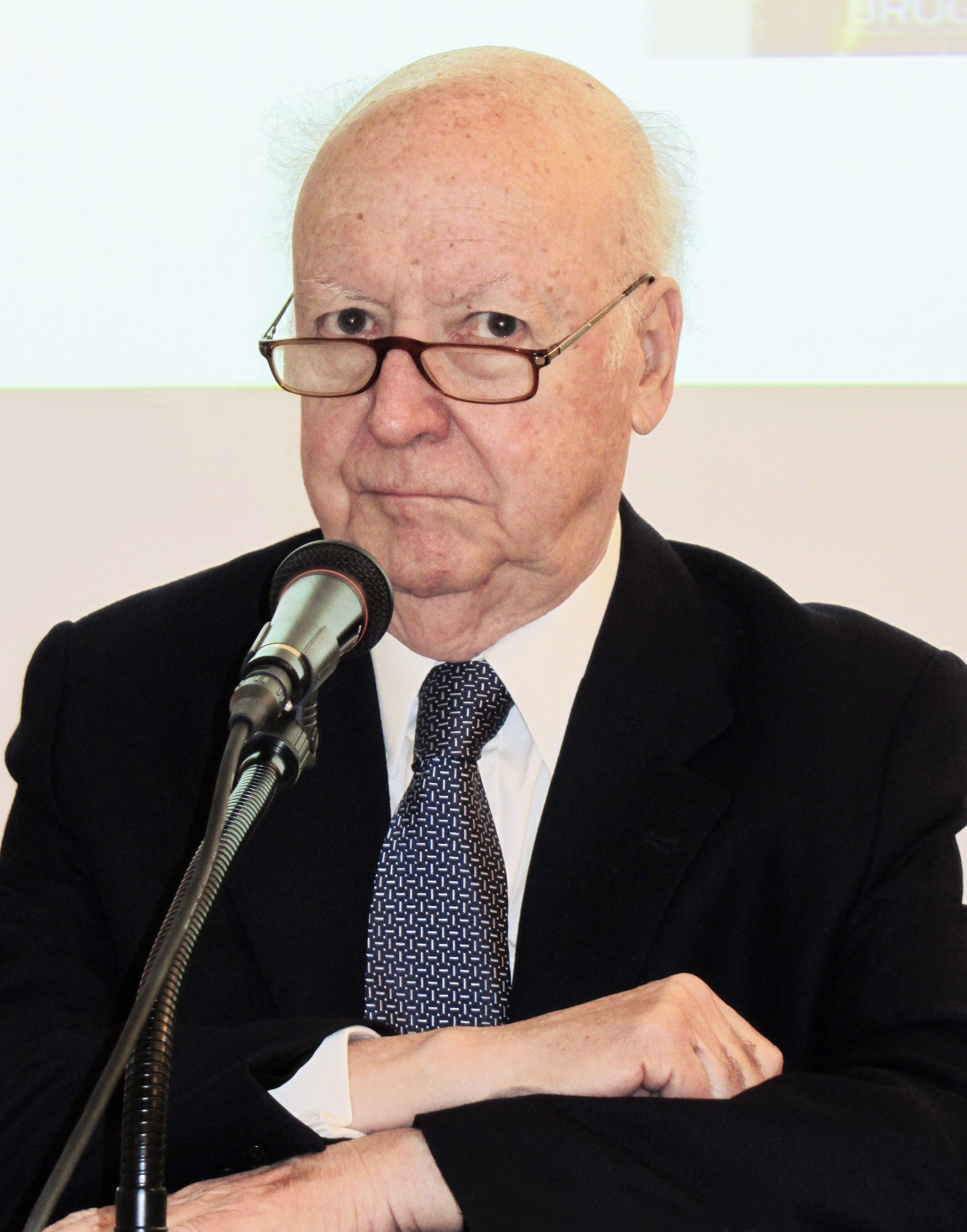
Jorge Edwards (2012)

Jorge Edwards (* 29. Juni 1931 in Santiago de Chile; † 17. März 2023 in Madrid) war ein chilenischer Diplomat und Schriftsteller.

## Leben
Jorge Edwards studierte an der Universidad de Chile in Santiago de Chile Jura und Philosophie. 1954 trat er in den diplomatischen Dienst seines Landes ein, zeitweilig unterbrochen durch ein postgraduales Studium der Politikwissenschaft an der Princeton University. 1962 wurde er zum Ersten Sekretär der chilenischen Botschaft in Paris ernannt. Nach seiner Rückkehr aus Frankreich leitete er die osteuropäische Abteilung des chilenischen Außenministeriums. 1970/1971 war er Botschaftsrat in Lima. 1971 entsandte ihn Präsident Salvador Allende als Botschafter nach Havanna. Dort kam er mit großem Wohlwollen für die Kubanische Revolution an, wurde jedoch von der Wirklichkeit der castristischen Diktatur bitter enttäuscht. Sein Roman Persona non grata spiegelt seine kubanischen Erfahrungen. Das Buch wurde in Kuba wie auch von der Pinochet-Diktatur verboten.
Nach dem Militärputsch 1973 ging Edwards für fünf Jahre ins spanische Exil und arbeitete für den Verlag Seix Barral in Barcelona. 1978 kehrte er nach Chile zurück. Von 1994 bis 1996 war Edwards chilenischer Botschafter bei der UNESCO, von 2010 bis 2014 Botschafter in Paris.
Für sein großes literarisches Werk erhielt er zahlreiche Auszeichnungen, darunter 1994 den chilenischen Nationalpreis und 1999 den bedeutendsten Literaturpreis der spanischsprachigen Welt, den Premio Cervantes.

## Schriften in deutscher Übersetzung
- Adiós, poeta ... Erinnerungen an Pablo Neruda. Übersetzt von Thomas Brons. Luchterhand-Literaturverlag, Hamburg 1992, ISBN 3-630-86782-0.
- Der Ursprung der Welt. Übersetzt von Sabine Giersberg. Wagenbach, Berlin 2005, ISBN 978-3-8031-3193-5.
- Persona non grata. Übersetzt von Sabine Giersberg und Angelica Ammar. Wagenbach, Berlin 2006, ISBN 978-3-8031-3201-7.
- Faustino. Übersetzt von Sabine Giersberg. Wagenbach, Berlin 2008, ISBN 978-3-8031-3217-8.